# Shinzō Morita
Shinzō Morita (jap. 森田 新造 Morita Shinzō; ur. 28 stycznia 1879 roku w Osace, zm. 17 marca 1961 roku w Sapporo) – japoński pionier lotnictwa.
W 1911 Morita zaprojektował i zbudował pierwszy japoński samolot, pierwszy lot tym samolotem odbył 24 kwietnia 1911, opublikował także pierwszą w Japonii książkę poświęconą modelarstwu lotniczemu.

## Życiorys
Urodził się 28 stycznia 1879 (1880 według innego źródła) w bogatej kupieckiej rodzinie w Osace. Ukończył studia na Uniwersytecie Tokijskim, gdzie był uczniem profesora Yukichiego Fukuzawy.
W 1900 udał się na dalsze studia do Stanów Zjednoczonych.  Po zakończeniu studiów otworzył sklep ze sztuką japońską, a w późniejszym czasie podróżował także po Stanach Zjednoczonych z obwoźną wystawą. Był zdolnym biznesmenem i w czasie pobytu w Ameryce znacznie się wzbogacił.
Powracając do Japonii, podróżował po Europie, gdzie odwiedził między innymi Wystawę Międzynarodową w Brukseli.  Przebywając w Brukseli po raz pierwszy zobaczył samolot.  Po pobycie w Brukseli udał się do Paryża, gdzie uczęszczał do szkoły lotniczej. Zakupił tam także francuski silnik lotniczy, 45-konny Grégoire Gyp, z zamiarem zaprojektowania i zbudowania własnego samolotu.
Do Japonii powrócił na wiosnę 1910 i natychmiast rozpoczął prace nad swoim samolotem.  Z pomocą Mitsuzō Ōnishiego, Noboru Tarao, Sensuke Shimizu zaprojektował samolot bazujący na wcześniejszych konstrukcjach Blériota (Blériot XI) i Levavasseura (Antoinette IV), który został ukończony w kwietniu 1911. Samolot Mority był pierwszym zbudowanym w Japonii samolotem. Pierwszy lot maszyny odbył się 24 kwietnia 1911, cztery miesiące po pierwszych pokazowych lotach w Japonii, do których użyto importowanych samolotów.  W czasie pierwszego lotu samolot wzbił się na wysokość dziesięciu metrów, lot miał przynajmniej 1200 m długości.
W czasie jednego z lotów skrzydło pilotowanego przez Moritę samolotu uderzyło w jadącego na rowerze chłopca i po prośbach rodziny, która obawiała się o bezpieczeństwo samego Mority, jak i innych osób zrezygnował on z dalszych eksperymentów lotniczych.  W późniejszym czasie przywieziony do Japonii przez Moritę silnik Grégoire Gyp używany był w innych samolotach zaprojektowanych i zbudowanych przez Shigesaburō Torigai, Otojirō Itō i Asao Fukunagę.
W późniejszym czasie Morita napisał książkę o modelarstwie lotniczym zatytułowaną „Mokei hikōki”.  Po zakończeniu eksperymentów lotniczych Morita otworzył kilka sklepów z importowanymi towarami.  Po drugiej wojnie światowej pracował także jako tłumacz.
Zmarł 17 marca 1961 w Sapporo.